# Cmentarz wojenny z I wojny światowej w Augustowie
Cmentarz wojenny z I wojny światowej w Augustowie – cmentarz położony w lesie, na skraju wsi Augustów w gminie Pionki, w powiecie radomskim, kilkadziesiąt metrów od drogi wojewódzkiej nr 737 Kozienice-Radom.
Pochowano tu żołnierzy austro-węgierskich, rosyjskich i niemieckich poległych podczas zaciętych walk w Bitwie pod Warszawą i Iwanogrodem (zwaną również bitwą Dęblińską) w połowie października 1914 roku. W późniejszym okresie przeniesiono tu szczątki żołnierzy ekshumowane z innych cmentarzy. Dane dawnego Urzędu Wojewódzkiego Kieleckiego z 1938 r. zgromadzone w Archiwum Państwowym w Kielcach dotyczące ówczesnego powiatu kozienickiego świadczą o tym, że na cmentarzu tym spoczywa  796 poległych (8 z armii niemieckiej, 392 armii austro-węgierskiej i 396 armii rosyjskiej).

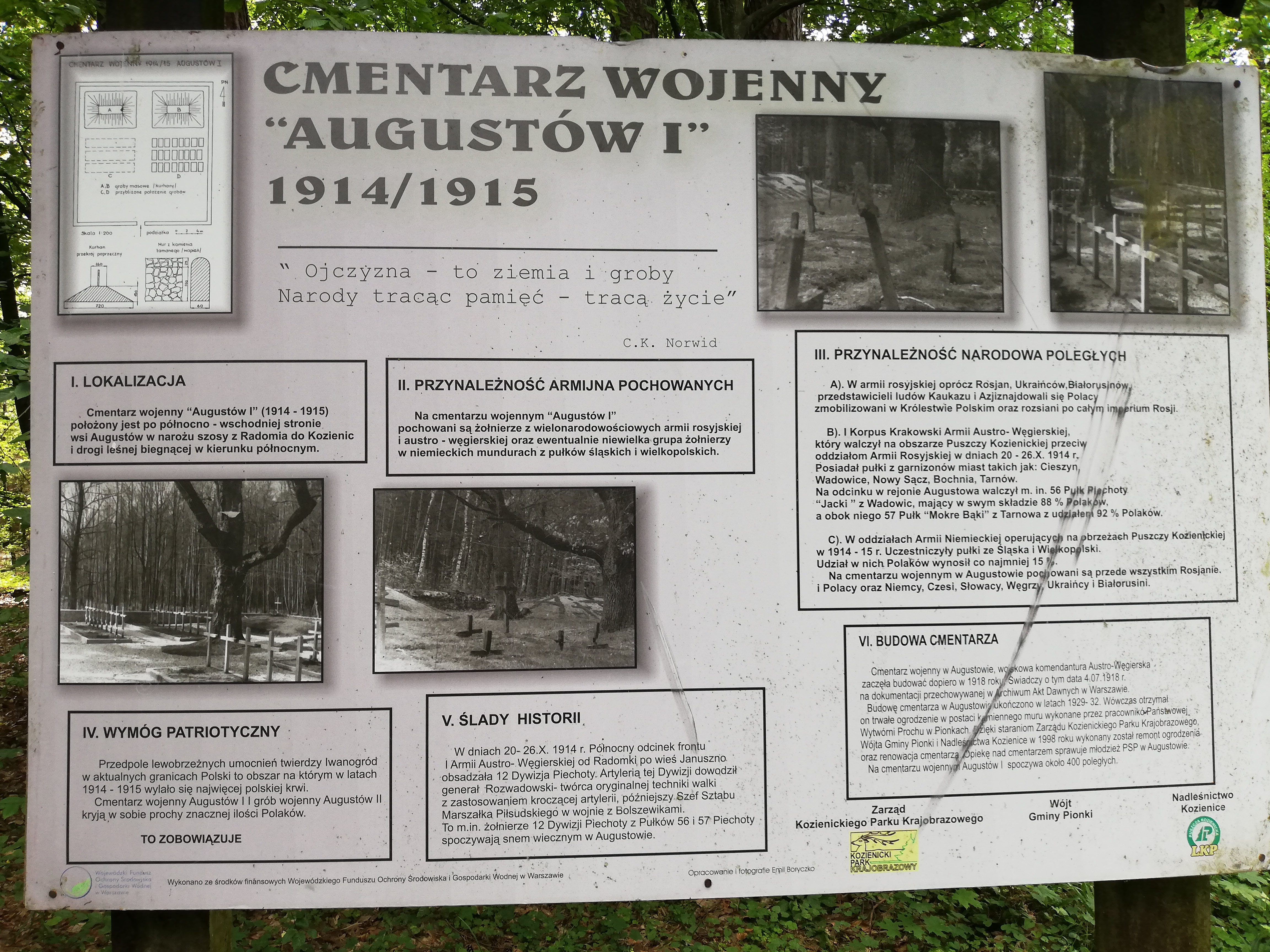
Tablica informacyjna
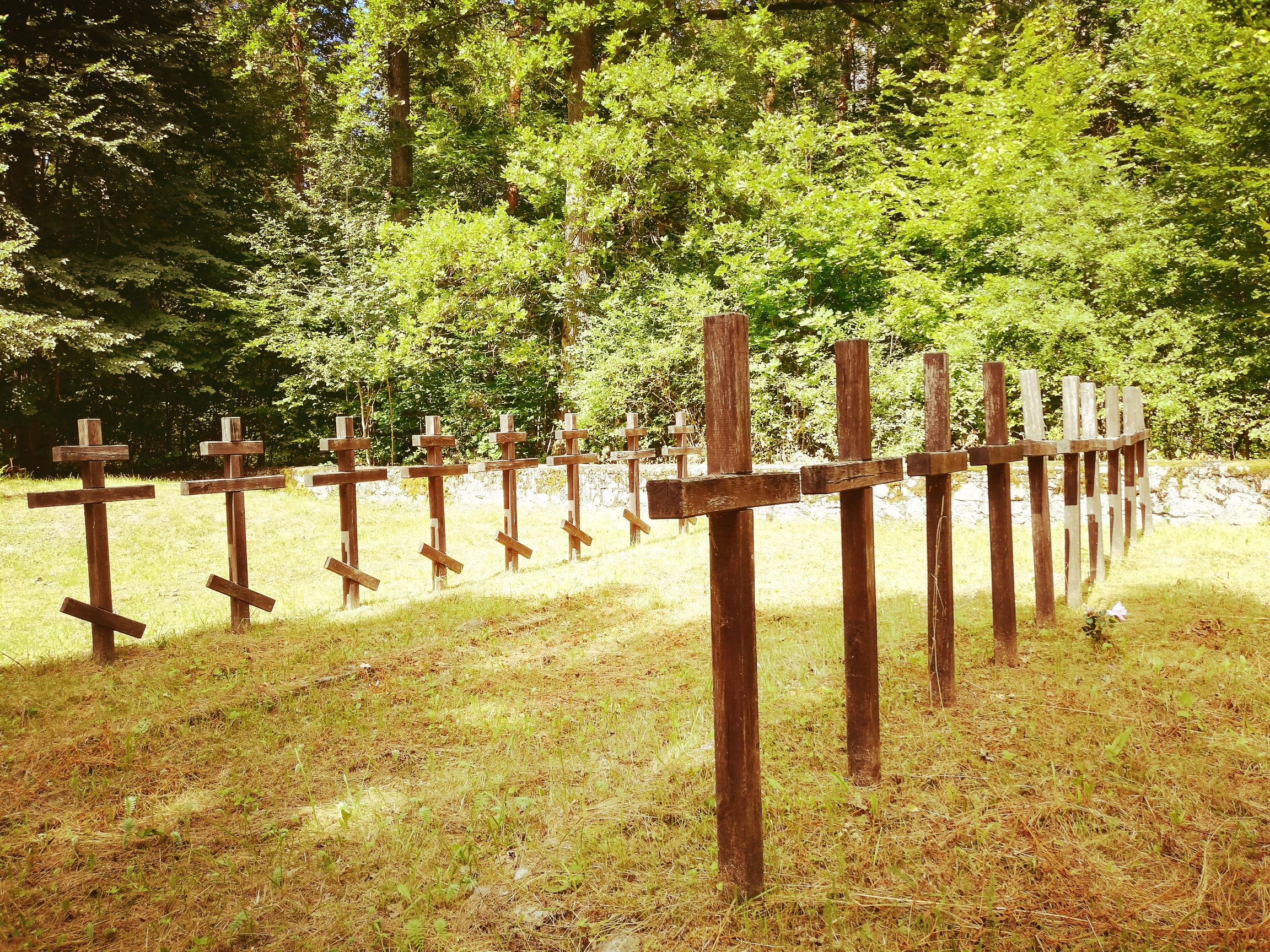
Krzyże